# Nati nel 1960/Ottobre
| Questa pagina contiene informazioni ricavate automaticamente dalle voci biografiche con l'ausilio del template Bio e di un bot. L'aggiornamento è periodico e automatico e ricostruisce completamente la pagina. Se manca una persona in questa lista, sei pregato di non aggiungerla, ma accertati piuttosto che la sua voce biografica contenga il template Bio e che i dati anagrafici siano correttamente compilati. Se il template Bio manca, inseriscilo tu stesso o, in alternativa, metti l'avviso {{tmp\|Bio}} che ne segnala la mancanza. Se i dati riportati sono sbagliati, correggi direttamente la voce biografica; le modifiche saranno visibili in questa lista entro pochi giorni. Per chiarimenti vedi il progetto biografie. La lista contiene solo le 291 persone che sono citate nell'enciclopedia e per le quali è stato implementato correttamente il template Bio. Pagina aggiornata al 10 ago 2025. |

- 1º ottobre - Richard Barone, musicista statunitense
- 1º ottobre - Jürg Bruggmann, ex ciclista su strada svizzero
- 1º ottobre - Elizabeth Dennehy, attrice statunitense
- 1º ottobre - Paolo Giovannelli, allenatore di calcio e ex calciatore italiano
- 1º ottobre - Andrea Kerbaker, scrittore e direttore artistico italiano
- 1º ottobre - Patrizia Manassero, politica italiana
- 1º ottobre - Brendan Ormsby, allenatore di calcio e ex calciatore inglese
- 1º ottobre - Karin Putsch-Grassi, ceramista tedesca
- 1º ottobre - Raffaele Sabato, magistrato italiano
- 1º ottobre - Kevin Stallings, ex cestista e allenatore di pallacanestro statunitense
- 1º ottobre - Alex Valderrama, ex calciatore colombiano
- 1º ottobre - Salman Sabbah al-Salem al-Hammud al-Sabbah, politico kuwaitiano
- 2 ottobre - Glenn Anderson, ex hockeista su ghiaccio canadese
- 2 ottobre - Shinji Aramaki, regista giapponese
- 2 ottobre - Enrico Baiano, clavicembalista italiano
- 2 ottobre - Django Bates, musicista inglese
- 2 ottobre - Floyd Cardoz, cuoco, imprenditore e personaggio televisivo indiano († 2020)
- 2 ottobre - Fabio Colombo, ex cestista e allenatore di pallacanestro italiano
- 2 ottobre - Massimo Gramellini, giornalista, scrittore e conduttore televisivo italiano
- 2 ottobre - Johan Lammerts, ex ciclista su strada olandese
- 2 ottobre - Chuck Pagano, ex giocatore di football americano e allenatore di football americano statunitense
- 2 ottobre - Barbara Kesel, fumettista statunitense
- 2 ottobre - Joe Sacco, fumettista e giornalista maltese
- 2 ottobre - Diego Sozzani, politico italiano
- 2 ottobre - Gianfranco Stevanin, serial killer italiano
- 2 ottobre - Terence Winter, sceneggiatore e produttore televisivo statunitense
- 3 ottobre - Franco Baldini, dirigente sportivo e ex calciatore italiano
- 3 ottobre - Mladen Bogdanović, calciatore jugoslavo († 2003)
- 3 ottobre - Cinzia De Ponti, ex modella, conduttrice televisiva e attrice italiana
- 3 ottobre - Elizabeth Little, ex tennista australiana
- 3 ottobre - Marco Mancini, ex militare e ex agente segreto italiano
- 4 ottobre - Francisco Alcaraz, ex calciatore e ex giocatore di calcio a 5 paraguaiano
- 4 ottobre - Francesco Baccini, cantautore italiano
- 4 ottobre - Ana Botín, imprenditrice e banchiere spagnola
- 4 ottobre - Antonio De Poli, politico italiano
- 4 ottobre - Bobby Fulton, ex wrestler statunitense
- 4 ottobre - Jim Grandholm, ex cestista statunitense
- 4 ottobre - Julie Hayek, modella e attrice statunitense
- 4 ottobre - Priscilla Hill, pattinatrice artistica su ghiaccio statunitense
- 4 ottobre - Peter Holmberg, velista americo-verginiano
- 4 ottobre - Annabelle Lanyon, attrice inglese
- 4 ottobre - Mauro Michielon, politico italiano
- 4 ottobre - Henry Worsley, militare e esploratore britannico († 2016)
- 5 ottobre - Daniel Baldwin, attore statunitense
- 5 ottobre - Krasimira Banova, ex cestista bulgara
- 5 ottobre - Careca, ex calciatore brasiliano
- 5 ottobre - Pietro Umberto Dini, filologo, traduttore e linguista italiano
- 5 ottobre - Pierre Jacky, allenatore di calcio a 5 e ex calciatore francese
- 5 ottobre - David Kirk, ex rugbista a 15, allenatore di rugby a 15 e dirigente d'azienda neozelandese
- 5 ottobre - Sergej Sevost'janov, ex atleta paralimpico russo
- 5 ottobre - David Wilson, ex nuotatore statunitense
- 6 ottobre - Elisabetta Campus, attivista italiana († 2014)
- 6 ottobre - Ernino D'Agostino, politico italiano († 2015)
- 6 ottobre - Jurij Fed'kin, ex tiratore a segno russo
- 6 ottobre - Paola Ferrari, giornalista e conduttrice televisiva italiana
- 6 ottobre - Dario Gay, cantautore italiano
- 6 ottobre - Yves Leterme, politico belga
- 6 ottobre - Albert Lewis, ex giocatore di football americano statunitense
- 6 ottobre - Bubba Paris, ex giocatore di football americano statunitense
- 6 ottobre - Sergej Ponomarenko, ex danzatore su ghiaccio sovietico
- 6 ottobre - Ricardo Rozzi, filosofo e biologo cileno
- 6 ottobre - Jeff Trachta, attore statunitense
- 6 ottobre - Jérôme Valcke, giornalista e dirigente sportivo francese
- 7 ottobre - Michael Britt, cestista statunitense († 2017)
- 7 ottobre - Viktor Lazlo, cantante, attrice e scrittrice francese
- 7 ottobre - Marita Payne, ex velocista canadese
- 7 ottobre - Giovanni Torri, politico italiano
- 7 ottobre - Delia Vaccarello, giornalista, scrittrice e attivista italiana († 2019)
- 8 ottobre - Andrea Anastasi, allenatore di pallavolo e ex pallavolista italiano
- 8 ottobre - Reed Hastings, imprenditore e filantropo statunitense
- 8 ottobre - Ammar Khammash, architetto, designer e artista giordano
- 8 ottobre - Lorenzo Milá, giornalista spagnolo
- 8 ottobre - Ralf Minge, allenatore di calcio e ex calciatore tedesco
- 8 ottobre - Juryj Puntus, allenatore di calcio e ex calciatore bielorusso
- 8 ottobre - Eduardo Santamaria, ex giocatore di calcio a 5 argentino
- 8 ottobre - Rimantas Šadžius, politico lituano
- 9 ottobre - Maddie Blaustein, doppiatrice statunitense († 2008)
- 9 ottobre - Ottavio Dantone, clavicembalista e direttore d'orchestra italiano
- 9 ottobre - Urs Dick, giocatore di curling svizzero
- 9 ottobre - Kenny Garrett, sassofonista e flautista statunitense
- 9 ottobre - Elena Kaputskaja, ex cestista sovietica
- 9 ottobre - José Mazuelos Pérez, vescovo cattolico spagnolo
- 9 ottobre - Marin Mazzie, attrice e cantante statunitense († 2018)
- 9 ottobre - Alessandro Pesci, direttore della fotografia italiano
- 9 ottobre - Piero Poli, ex canottiere e medico italiano
- 9 ottobre - Bruno Rossetti, tiratore a volo francese († 2018)
- 9 ottobre - Juha Tella, ex biatleta finlandese
- 9 ottobre - Dana Wheeler-Nicholson, attrice statunitense
- 10 ottobre - Khadija Arib, politica olandese
- 10 ottobre - Karra Elejalde, attore e regista spagnolo
- 10 ottobre - Elio Festa, ex ciclista su strada italiano
- 10 ottobre - Rod Foster, ex cestista statunitense
- 10 ottobre - Urszula Kielan, ex altista polacca
- 10 ottobre - Toto Leonidas, giocatore di poker statunitense
- 10 ottobre - Vittorio Lingiardi, saggista, psichiatra e psicoanalista italiano
- 10 ottobre - Eric Martin, cantante statunitense
- 10 ottobre - Arlene McCarthy, politica britannica
- 10 ottobre - Carla Signoris, attrice, comica e conduttrice televisiva italiana
- 10 ottobre - Russell Slade, allenatore di calcio inglese
- 10 ottobre - Simon Townshend, chitarrista, compositore e cantante britannico
- 10 ottobre - David Vostell, compositore e regista cinematografico tedesco
- 11 ottobre - Melissa Bank, scrittrice statunitense († 2022)
- 11 ottobre - Randy Breuer, ex cestista statunitense
- 11 ottobre - Nicola Bryant, attrice britannica
- 11 ottobre - Stan Douglas, artista canadese
- 11 ottobre - Joe Nash, ex giocatore di football americano statunitense
- 11 ottobre - Aleksandr Panfilov, ex pistard uzbeko
- 11 ottobre - Gábor Pölöskei, allenatore di calcio e ex calciatore ungherese
- 11 ottobre - Anne van Schuppen, ex maratoneta olandese
- 12 ottobre - Peter Grant, politico scozzese
- 12 ottobre - Chris Johnstone, ex tennista australiano
- 12 ottobre - Gerald Kazanowski, ex cestista canadese
- 12 ottobre - Aleksej Kudrin, politico russo
- 12 ottobre - Béla Mörtel, ex calciatore ungherese
- 12 ottobre - Carlo Perrone, allenatore di calcio e ex calciatore italiano
- 12 ottobre - Hiroyuki Sanada, attore e artista marziale giapponese
- 12 ottobre - Manuela Zoni, ex tennista italiana
- 13 ottobre - Joey Belladonna, cantante statunitense
- 13 ottobre - Zsuzsa Boksay, ex cestista ungherese
- 13 ottobre - Otto Guevara, politico costaricano
- 13 ottobre - Vicky Hartzler, politica statunitense
- 13 ottobre - Miloslav Roľko, ex nuotatore cecoslovacco
- 13 ottobre - Richard Sammel, attore tedesco
- 13 ottobre - Carla Sands, imprenditrice statunitense
- 13 ottobre - Mike Sturgis, batterista e compositore statunitense
- 13 ottobre - René Torres, ex calciatore venezuelano
- 13 ottobre - Mariko Tsutsui, attrice giapponese
- 13 ottobre - Pe Werner, cantante tedesca
- 14 ottobre - Carla Camurati, regista cinematografica, attrice e regista teatrale brasiliana
- 14 ottobre - Steve Cram, ex mezzofondista britannico
- 14 ottobre - Kayhan Kaynak, calciatore turco († 1994)
- 14 ottobre - Kiko Zambianchi, cantante e chitarrista brasiliano
- 15 ottobre - Lobo Chan, cantante lirico e attore britannico
- 15 ottobre - Daniel Fontaine, ex sciatore alpino francese
- 15 ottobre - Saverio Fossati, giornalista italiano
- 15 ottobre - Connie Hedegaard, politica danese
- 15 ottobre - Michael Lewis, saggista e giornalista statunitense
- 15 ottobre - Steve McCall, allenatore di calcio e ex calciatore inglese
- 15 ottobre - Stefano Menichini, giornalista e scrittore italiano
- 15 ottobre - Lolita Morena, modella e conduttrice televisiva svizzera
- 15 ottobre - John Orlando, ex calciatore nigeriano
- 15 ottobre - Darryl Pearce, cestista australiano († 2025)
- 15 ottobre - Peppe Servillo, cantautore e attore italiano
- 15 ottobre - Slavko Štimac, attore serbo
- 15 ottobre - Chika Yamamoto, ex cestista giapponese
- 16 ottobre - Benno Elbs, vescovo cattolico austriaco
- 16 ottobre - Sabine Ladurner, ex mezzofondista e ex maratoneta italiana
- 16 ottobre - Maria Limardo, politica italiana
- 16 ottobre - Tom MacArthur, politico statunitense
- 16 ottobre - Bob Mould, cantante, chitarrista e produttore discografico statunitense
- 16 ottobre - Leila Pinheiro, cantante e pianista brasiliana
- 16 ottobre - Jiří Rusnok, politico e economista ceco
- 16 ottobre - Graeme Sharp, ex calciatore e allenatore di calcio scozzese
- 16 ottobre - Dave Trott, politico statunitense
- 17 ottobre - Nicola Calathopoulos, giornalista e scrittore italiano
- 17 ottobre - Matteo Silva, artista e compositore italiano
- 17 ottobre - Duccio Forzano, regista e autore televisivo italiano
- 17 ottobre - John Haggerty, musicista statunitense
- 17 ottobre - Guy Henry, attore inglese
- 17 ottobre - Antonio La Penna, ex lottatore italiano
- 17 ottobre - Pilar Marín, ex cestista spagnola
- 17 ottobre - Rob Marshall, regista e coreografo statunitense
- 17 ottobre - Tom Piotrowski, ex cestista statunitense
- 17 ottobre - Marco Ricci, cestista italiano († 2024)
- 17 ottobre - Jamshied Sharifi, musicista, compositore e produttore discografico iraniano
- 17 ottobre - Maurizio Vallone, poliziotto italiano
- 17 ottobre - Inge van der Veen, ex cestista olandese
- 17 ottobre - Hartmut Weber, ex velocista tedesco
- 18 ottobre - Carlo Antonetti, dirigente sportivo e ex cestista italiano
- 18 ottobre - Anatolij Avdeev, ex pentatleta sovietico
- 18 ottobre - Yves Chiron, saggista, giornalista e storico francese
- 18 ottobre - Heinz Gildemeister, ex tennista cileno
- 18 ottobre - Ildikó Gulyás, ex cestista ungherese
- 18 ottobre - Marcus Mattioli, ex nuotatore brasiliano
- 18 ottobre - Craig Mello, biochimico statunitense
- 18 ottobre - Erin Moran, attrice statunitense († 2017)
- 18 ottobre - John Schwartzman, direttore della fotografia statunitense
- 18 ottobre - Jean-Claude Van Damme, artista marziale e attore belga
- 19 ottobre - Beate Eriksen, attrice e regista norvegese
- 19 ottobre - Masamitsu Hidaka, regista e sceneggiatore giapponese († 2022)
- 19 ottobre - Jennifer Holliday, cantante e attrice statunitense
- 19 ottobre - Monica Jonsson, ex sciatrice alpina svedese
- 19 ottobre - Takeshi Koshida, ex calciatore giapponese
- 19 ottobre - Dave Saunders, ex pallavolista statunitense
- 19 ottobre - Jim Thomas, ex cestista e allenatore di pallacanestro statunitense
- 19 ottobre - Nuša Tome, sciatrice alpina jugoslava († 2015)
- 19 ottobre - Daniel Woodgate, batterista britannico
- 20 ottobre - Juan Carlos Bernad, calciatore spagnolo
- 20 ottobre - Lepa Brena, cantante bosniaca
- 20 ottobre - Devin Durrant, ex cestista statunitense
- 20 ottobre - Roberto Ferrucci, scrittore italiano
- 20 ottobre - Peter Fitzgerald, politico statunitense
- 20 ottobre - Pavel Grudinin, politico e imprenditore russo
- 20 ottobre - Esteban Gutiérrez Fernández, ex calciatore spagnolo
- 20 ottobre - Toni Kurbos, ex calciatore tedesco
- 20 ottobre - Dario Marigo, ex calciatore italiano
- 20 ottobre - Marko Ostoja, ex tennista croato
- 20 ottobre - Roberto Reggi, ingegnere, dirigente pubblico e politico italiano
- 21 ottobre - Mario Brunello, violoncellista italiano
- 21 ottobre - Ivana Kejvalová, ex cestista cecoslovacca
- 21 ottobre - József Nagy, ex calciatore ungherese
- 21 ottobre - Elda Olivieri, doppiatrice e direttrice del doppiaggio italiana
- 21 ottobre - Paul Rugg, sceneggiatore e doppiatore statunitense
- 21 ottobre - Akira Senju, compositore giapponese
- 21 ottobre - Melora Walters, attrice, regista e scrittrice statunitense
- 21 ottobre - Lionel Washington, ex giocatore di football americano e allenatore di football americano statunitense
- 22 ottobre - Andrea Bellandi, arcivescovo cattolico italiano
- 22 ottobre - Mark Falco, allenatore di calcio e ex calciatore inglese
- 22 ottobre - Anna-Maria Fernández, ex tennista statunitense
- 22 ottobre - Simon Goubert, batterista francese
- 22 ottobre - Brewster Kahle, imprenditore, informatico e attivista statunitense
- 22 ottobre - Cris Kirkwood, bassista statunitense
- 22 ottobre - Silvio Paolucci, allenatore di calcio e ex calciatore italiano
- 22 ottobre - Ed Repka, artista statunitense
- 22 ottobre - Harri Toivonen, pilota automobilistico e pilota di rally finlandese
- 23 ottobre - Mirwais Ahmadzaï, compositore e produttore discografico francese
- 23 ottobre - Duilio Giammaria, giornalista, scrittore e autore televisivo italiano
- 23 ottobre - Katoucha Niane, modella guineana († 2008)
- 23 ottobre - Sandro Orlando, allenatore di pallacanestro italiano
- 23 ottobre - Rossella Panarese, giornalista italiana († 2021)
- 23 ottobre - Randy Pausch, informatico statunitense († 2008)
- 23 ottobre - Wayne Rainey, pilota motociclistico e dirigente sportivo statunitense
- 23 ottobre - Mara Salvia, ex cestista italiana
- 23 ottobre - Danilo Sbardellotto, allenatore di sci alpino e ex sciatore alpino italiano
- 23 ottobre - Sebastiano Vilella, fumettista italiano
- 23 ottobre - France Winddance Twine, etnografa e insegnante statunitense
- 24 ottobre - Ian Baker-Finch, golfista australiano
- 24 ottobre - Ljube Boškoski, politico macedone
- 24 ottobre - Wolfgang Güllich, arrampicatore e alpinista tedesco († 1992)
- 24 ottobre - Bob MacKinnon, allenatore di pallacanestro statunitense
- 24 ottobre - Sergej Pyž'janov, ex tiratore a segno russo
- 24 ottobre - Christoph Schlingensief, drammaturgo e regista teatrale tedesco († 2010)
- 24 ottobre - Joachim Winkelhock, ex pilota automobilistico tedesco
- 24 ottobre - BD Wong, attore statunitense
- 25 ottobre - Jo Bergsvand, ex calciatore norvegese
- 25 ottobre - Ulf Camitz, allenatore di calcio e ex calciatore svedese
- 25 ottobre - Stefania Craxi, politica italiana
- 25 ottobre - Amador Fernando Enseñat y Berea, generale spagnolo
- 25 ottobre - Gitano, cantante italiano
- 25 ottobre - Hong Sang-soo, regista, sceneggiatore e produttore cinematografico sudcoreano
- 25 ottobre - Barbara di Castri, giornalista e scrittrice italiana
- 26 ottobre - Amal Nasibah Bolkiah, principessa bruneiana
- 26 ottobre - Patrick Breen, attore statunitense
- 26 ottobre - Chiang Tai-Chuan, ex giocatore di baseball taiwanese
- 26 ottobre - Boris Čuchlov, ex calciatore e ex giocatore di calcio a 5 russo
- 26 ottobre - Roberto Gallozzi, attore e fotografo italiano
- 26 ottobre - Amos Genish, dirigente d'azienda israeliano
- 26 ottobre - Carlo Lucarelli, scrittore, sceneggiatore e conduttore televisivo italiano
- 26 ottobre - Luca Pani, psichiatra italiano
- 26 ottobre - Walker Russell, ex cestista e allenatore di pallacanestro statunitense
- 26 ottobre - Mark Schultz, ex lottatore statunitense
- 26 ottobre - Takashi Sekizuka, allenatore di calcio e ex calciatore giapponese
- 26 ottobre - Joseph Vũ Văn Thiên, arcivescovo cattolico vietnamita
- 27 ottobre - Oleg Bryjak, baritono kazako († 2015)
- 27 ottobre - Mike Gibson, ex cestista statunitense
- 27 ottobre - Simone Jay, cantautrice statunitense
- 27 ottobre - Serginho Schiochet, allenatore di calcio a 5 e ex giocatore di calcio a 5 brasiliano
- 27 ottobre - Václava Šimonová, ex cestista cecoslovacca
- 28 ottobre - Mark Derwin, attore statunitense
- 28 ottobre - Javier Lozano, dirigente sportivo, allenatore di calcio a 5 e ex giocatore di calcio a 5 spagnolo
- 28 ottobre - Andrea Mangoni, dirigente sportivo, allenatore di calcio e ex calciatore italiano
- 28 ottobre - Zare Markovski, allenatore di pallacanestro e ex cestista macedone
- 28 ottobre - Fania Oz-Salzberger, scrittrice e storica israeliana
- 28 ottobre - Oleksandr Pervij, sollevatore sovietico († 1985)
- 28 ottobre - Manrico Ronchiato, ex ciclista su strada italiano
- 28 ottobre - Brant Weidner, ex cestista statunitense
- 28 ottobre - Rudy Wyland, allenatore di football americano statunitense
- 28 ottobre - Yudetamago, fumettista giapponese
- 28 ottobre - David Zed, attore, cantante e regista statunitense
- 29 ottobre - Lídia Brondi, attrice brasiliana
- 29 ottobre - José Luis Canto Sosa, vescovo cattolico messicano
- 29 ottobre - Mike Carter, ex pesista e ex giocatore di football americano statunitense
- 29 ottobre - Maria Teresa Casella, scrittrice italiana
- 29 ottobre - Agim Çeku, politico kosovaro
- 29 ottobre - Fabiola Gianotti, fisica italiana
- 29 ottobre - Detlev Grabs, ex nuotatore tedesco orientale
- 29 ottobre - Finola Hughes, attrice e ballerina inglese
- 29 ottobre - Vladımır Kım, imprenditore kazako
- 29 ottobre - Manolo, ex calciatore spagnolo
- 30 ottobre - Marco Boni, direttore d'orchestra e violoncellista italiano
- 30 ottobre - Giovanni Cavallini, direttore della fotografia italiano
- 30 ottobre - Diego Armando Maradona, calciatore, allenatore di calcio e dirigente sportivo argentino († 2020)
- 31 ottobre - Fabio KoRyu Calabrò, cantautore italiano
- 31 ottobre - Arnaud Desplechin, regista e sceneggiatore francese
- 31 ottobre - Mario Eduardo Dorsonville-Rodríguez, vescovo cattolico colombiano († 2024)
- 31 ottobre - Héctor Esparza, ex calciatore messicano
- 31 ottobre - Luis Fortuño, politico portoricano
- 31 ottobre - Raniero Gradi, ex ciclista su strada italiano
- 31 ottobre - Roberto Louvin, politico italiano
- 31 ottobre - Reza Pahlavi, politico e attivista iraniano
- 31 ottobre - Igor' Semënov, ex giocatore di calcio a 5 e ex calciatore russo